# لونا میجوویچ
لونا میجوویچ (به انگلیسی: Luna Mijović) (زاده ۲ دسامبر ۱۹۹۱) بازیگر اهل بوسنی و هرزگوین است.
از فیلم‌های معروف او می‌توان به بازی در فیلم جوانی اشاره کرد.